# Benjamin Nathan Cardozo
Benjamin Nathan Cardozo je američki pravnik (New York, 24. svibnja 1870. – Port Chester, 9. srpnja 1938). Bio je član njujorške odvjetničke komore od 1891. Sudac Vrhovnog suda države New York od 1013. do 1914., Prizivnog suda države New York od 1914. do 1926., predsjednik istog suda 1926. do 1932., sudac Vrhovnog suda Sjedinjenih Država 1932. u smjetu Liberalnih nazora, svojom kreativnošću utjecao na sudsku praksu i stvarao presedane koji su ušli u pravnu teoriju common law. Podupirao je reforme 32. američkog predsjednika Franklina Delana Roosevelta i branio ustavnost New Deala.